# Coyotes de l'Arizona

2014 à 2021
De 2021 à 2024

Pour les articles homonymes, voir Coyote (homonymie) et Phoenix.
Les Coyotes de l'Arizona, en anglais Arizona Coyotes, sont une franchise professionnelle de hockey sur glace d'Amérique du Nord qui était basée à Tempe, une banlieue de Phoenix aux États-Unis, avant son remplacement par les Mammoth de l'Utah.
Le 1er juillet 1996, les Jets de Winnipeg déménagent en Arizona et prennent le nom de Coyotes de Phoenix jusqu'en 2014 où ils deviennent les Coyotes de l'Arizona. Ils font partie de la Ligue nationale de hockey (LNH) et jouent dans la division Centrale de l'association de l'Ouest depuis la saison 2021-2022 à la suite de l'arrivée du Kraken de Seattle dans la ligue.
L'équipe joue ses matchs à domicile dans l'America West Arena de 1996 à 2003, au Gila River Arena de 2003 à 2022 et au Mullett Arena (en) de Tempe, salle sportive universitaire de seulement 5 000 places, de 2022 à 2024.

## Histoire de la franchise

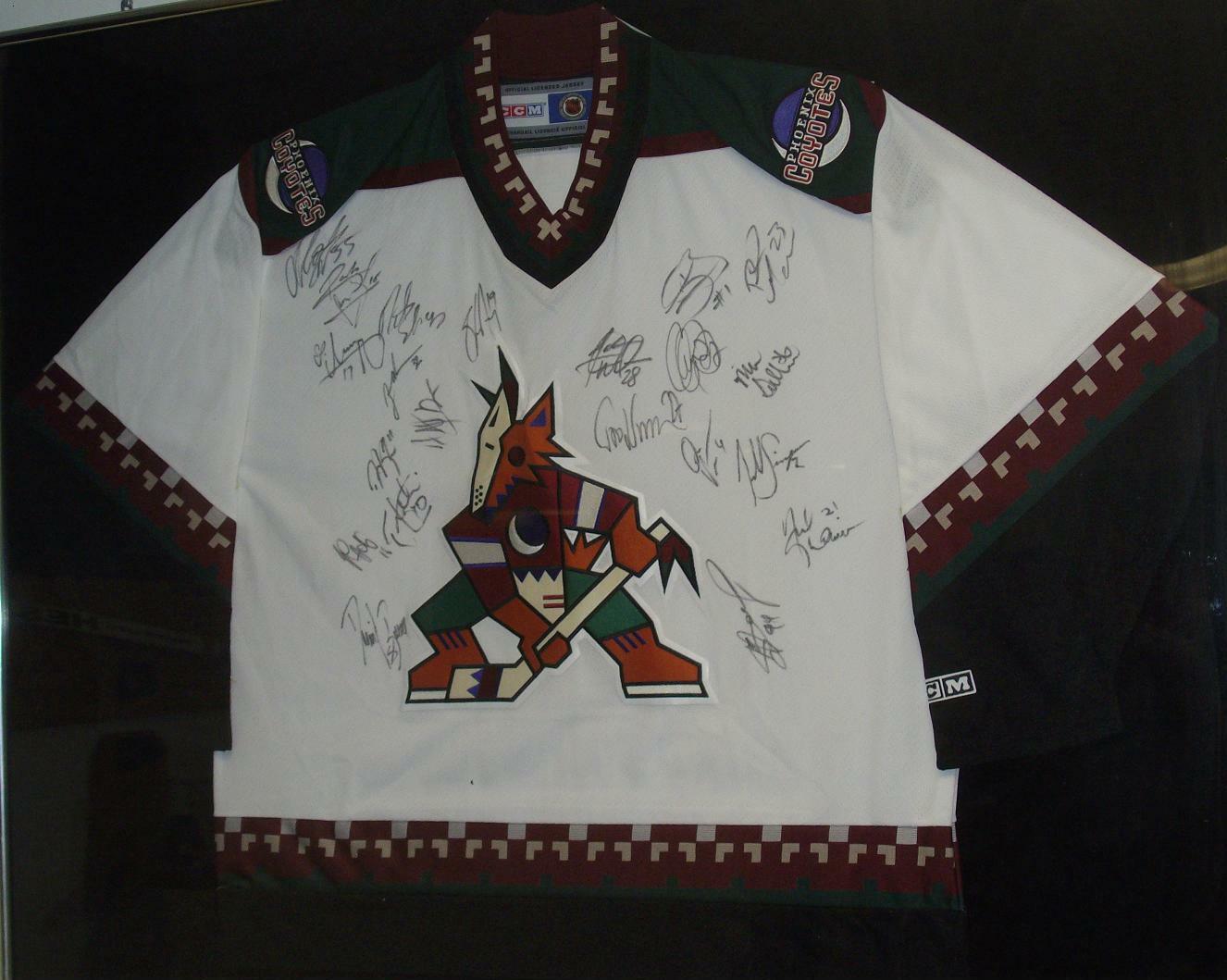
Maillot des Coyotes dédicacé par les joueurs avec le logo utilisé entre 1999 et 2003.

L'équipe est créée à la suite du déménagement des Jets de Winnipeg à Phoenix, en 1996.
Le 3 septembre 2003, la direction des Coyotes de Phoenix annonce une tournée promotionnelle afin de dévoiler le nouveau logo (une tête de coyote qui hurle) ainsi que les nouveaux uniformes de l'équipe.
Le 5 mai 2009, les Coyotes se placent sous la protection de la loi sur les faillites. La LNH annonce qu'elle suspend alors Jerry Moyes de toute fonction officielle au sein de l'équipe. Jim Balsillie offre alors de racheter l'équipe pour un montant de 212,5 millions de dollars américains et de déménager la franchise à Hamilton, dans le sud de l'Ontario. La LNH réussit à bloquer le transfert de la franchise à Jim Balsillie et la ligue en devient propriétaire. En décembre, elle annonce qu'elle a reçu une nouvelle offre de rachat de l'équipe venant cette fois du groupe canado-américain Ice Edge mais les négociations n'aboutissent pas. Le 7 mai 2012, Gary Bettman, commissaire de la LNH, annonce des négociations avec un groupe dirigé par Greg Jamison, ancien dirigeant des Sharks de San José.
À la fin de la saison 2011-2012, les Coyotes terminent au troisième rang dans l'Ouest et atteignent la finale de l'association de l'Ouest face aux Kings de Los Angeles mais sont éliminés en cinq matchs. Il s'agit de la meilleure performance de l'histoire des Coyotes depuis leur arrivée dans l'Arizona.
Le 31 janvier 2013, Jamison annonce qu'il n'a pas réussi à trouver les fonds nécessaires pour le rachat de l'équipe. À l'issue de la saison, l'avenir de l'équipe en Arizona est à nouveau incertain mais le 2 juillet 2013, un accord entre la ville de Glendale et un groupe d'investisseurs entérine le maintien de l'équipe dans son aréna actuelle.
Le 29 janvier 2014 l'équipe annonce qu'elle change de nom pour devenir les Coyotes de l'Arizona dès la saison 2014-2015. Ce nouveau nom devient effectif le 27 juin 2014, 1er jour du repêchage d'entrée dans la LNH 2014.
Le 8 décembre 2021, les Coyotes sont menacés d'interdiction du Gila River Arena à partir du 20 décembre à 17 heures en raison d'une dette de 1,3 million de dollars. Cette dette est payée le lendemain par l'équipe qui invoque une erreur humaine. En parallèle, la ville de Glendale ayant annoncé qu'elle ne renouvellerait pas le bail liant les Coyotes à la Gila River Arena après la saison 2021-2022, la franchise cherche un nouveau domicile à Tempe, dans la banlieue de Phoenix. Le 10 février 2022, elle annonce qu'elle a conclu un accord avec l'université d'État de l'Arizona pour utiliser leur nouvelle aréna ; l'accord porte jusqu'à la saison 2024-2025 et avec une saison optionnelle en saison 2025-2026. Les Coyotes envisagent de construire une nouvelle aréna de 16 000 places à Tempe mais les habitants de la ville refusent à 56 % le projet lors d'un référendum à propos du projet en mai 2023.
En avril 2024, la LNH approuve pour la saison suivante l'établissement d'une nouvelle franchise dans l'Utah qui récupère tous les actifs des Coyotes de l'Arizona. La franchise des Coyotes devient inactive tout en gardant une possibilité pendant cinq ans d'être réactivée sous la condition de voir de nouvelles infrastructures construites.

### Logos

#### Coyotes de Phoenix

1996-1999
1999 à 2003
2003 à 2014

#### Coyotes de l'Arizona
- 2014 à 2021
- De 2021 à 2024

## Affiliations

### Affiliations principales
Les franchises de la Ligue nationale de hockey ayant un effectif limité par convention, elles sont « affiliées » chaque saison à une ou plusieurs équipes de ligues moins importantes. Ceci leur permet de recruter de jeunes joueurs lors des repêchages annuels tout en leur permettant de continuer leur développement sans les lancer trop tôt dans le « grand bain ». De plus, ces équipes affiliées (aussi nommées clubs-écoles ou farm team en anglais) constituent une réserve de talents pour les franchises de la LNH qui font appel à eux au gré des blessures et/ou méformes des joueurs de l'effectif de départ. À l'exception de quelques équipes propriétaires elles-mêmes de leur club-école, les affiliations sont conclues par une entente contractuelle et ne sont donc pas figées dans le temps. Depuis leurs débuts, les Coyotes ont été affiliés aux équipes suivantes :
- 1996-2004 : Falcons de Springfield (LAH)
- 1998-1999 : Thunder de Las Vegas (LIH)
- 2004-2005 : Grizzlies de l'Utah (LAH)
- 2005-2011 : Rampage de San Antonio (LAH)
- 2011-2015 : Pirates de Portland (LAH)
- 2015-2016 : Falcons de Springfield (LAH)
- 2016-2024 : Roadrunners de Tucson (LAH)

### Affiliations secondaires
En plus de ces équipes, les franchises de la LNH possèdent une ou des affiliations dites « secondaires » avec des équipes évoluant dans des ligues mineures. Ces équipes, sont généralement utilisées comme réservoir pour les équipes précédentes en cas d'absence de joueurs blessés ou partis évoluer avec une équipe de la LNH. Au cours de leur histoire, les Coyotes ont eu les affiliations secondaires suivantes :
- 1996-2002 : Sea Wolves du Mississippi (ECHL)
- 2000-2001 : Icemen de B.C. (UHL)
- 2004-2005 : Steelheads de l'Idaho (ECHL)
- 2005-2006 : Thunder de Stockton (ECHL)
- 2006-2007 : Roadrunners de Phoenix (ECHL)
- 2006-2007 : Bucks de Laredo (CHL)
- 2009-2011 : Wranglers de Las Vegas (ECHL)
- 2010-2011 : Bucks de Laredo (CHL)
- 2011-2015 : Gladiators de Gwinnett (ECHL)
- 2012-2014 : Sundogs de l'Arizona (CHL)
- 2015-2017 : Rush de Rapid City (ECHL)
- 2017-2018 : Komets de Fort Wayne (ECHL)
- 2018-2019 : Admirals de Norfolk (ECHL)
- 2019-2024 : Rush de Rapid City (ECHL)

## Personnalités de l'équipe

### Joueurs

#### Au Temple de la renommée
- Mike Gartner
- Dale Hawerchuk

#### Capitaines
| Période   | Joueur               |
| --------- | -------------------- |
| 1996-2001 | Keith Tkachuk        |
| 2001-2003 | Teppo Numminen       |
| 2003-2017 | Shane Doan           |
| 2017-2018 | aucun                |
| 2018-2021 | Oliver Ekman-Larsson |
| 2021-2024 | aucun                |

#### Choix de premier tour
Chaque année et depuis 1963, les joueurs des ligues juniors ont la possibilité de signer des contrats avec les franchises de la LNH. Cette section présente les joueurs qui ont été choisis par les Coyotes lors du premier tour. Ces choix peuvent être échangé et ainsi, une année les Coyotes peuvent très bien ne pas avoir eu de choix de premier tour ou à l'inverse, en avoir plusieurs.
| Année | Nom du joueur                               | Rang       | Équipe mineure (ligue)                                                             |
| ----- | ------------------------------------------- | ---------- | ---------------------------------------------------------------------------------- |
| 1996  | Dan Focht Daniel Briere                     | 11e 24e    | Americans de Tri-City (LHOu) Voltigeurs de Drummondville (LHJMQ)                   |
| 1997  | Aucun                                       | Aucun      | Aucun                                                                              |
| 1998  | Patrick Desrochers                          | 14e        | Sting de Sarnia (LHO)                                                              |
| 1999  | Scott Kelman Kirill Safronov                | 15e 19e    | Thunderbirds de Seattle (LHOu) SKA Saint-Pétersbourg (Superliga)                   |
| 2000  | Krystofer Kolanos                           | 19e        | Eagles de Boston College (NCAA)                                                    |
| 2001  | Fredrik Sjöström                            | 11e        | Frölunda HC (Elitserien)                                                           |
| 2002  | Jakub Koreis Ben Eager                      | 19e 23e    | HC Keramika Plzeň (Extraliga) Generals d'Oshawa (LHO)                              |
| 2003  | Aucun                                       | Aucun      | Aucun                                                                              |
| 2004  | Blake Wheeler                               | 5e         | Breck School (USHS)                                                                |
| 2005  | Martin Hanzal                               | 17e        | HC České Budějovice (Extraliga)                                                    |
| 2006  | Peter Mueller Chris Summers                 | 8e 29e     | Silvertips d'Everett (LHOu) United States National Team Development Program (USHL) |
| 2007  | Kyle Turris Nick Ross                       | 3e 30e     | Express de Burnaby (LHCB) Pats de Regina (LHOu)                                    |
| 2008  | Mikkel Bødker Viktor Tikhonov               | 9e 28e     | Rangers de Kitchener (LHO) Severstal Tcherepovets (Superliga)                      |
| 2009  | Oliver Ekman-Larsson                        | 6e         | Leksands IF (Allsvenskan)                                                          |
| 2010  | Brandon Gormley Mark Visentin               | 13e 27e    | Wildcats de Moncton (LHJMQ) IceDogs de Niagara (LHO)                               |
| 2011  | Connor Murphy                               | 20e        | United States National Development Team (USHL)                                     |
| 2012  | Henrik Samuelsson                           | 27e        | Oil Kings d'Edmonton (LHOu)                                                        |
| 2013  | Maxwell Domi                                | 12e        | Knights de London (LHO)                                                            |
| 2014  | Brendan Perlini                             | 12e        | IceDogs de Niagara (LHO)                                                           |
| 2015  | Dylan Strome Nicholas Merkley               | 3e 30e     | Otters d'Érié (LHO) Rockets de Kelowna (LHOu)                                      |
| 2016  | Clayton Keller Jakob Chychrun               | 7e 16e     | United States National Development Team (USHL) Sting de Sarnia (LHO)               |
| 2017  | Pierre-Olivier Joseph                       | 23e        | Islanders de Charlottetown (LHJMQ)                                                 |
| 2018  | Barrett Hayton                              | 5e         | Greyhounds de Sault-Sainte-Marie (LHO)                                             |
| 2019  | Victor Söderström                           | 11e        | Brynäs IF (SHL)                                                                    |
| 2020  | Aucun                                       | Aucun      | Aucun                                                                              |
| 2021  | Dylan Guenther                              | 9e         | Oil Kings d'Edmonton (LHOu)                                                        |
| 2022  | Logan Cooley Conor Geekie Maveric Lamoureux | 3e 11e 29e | USNTDP U18 (USHL) Ice de Winnipeg (LHOu) Voltigeurs de Drummondville (LHJMQ)       |
| 2023  | Dmitri Simachev Daniil Bout                 | 6e 12e     | Yaroslavl Loko Jr. (MHL) Yaroslavl Loko Jr. (MHL)                                  |

#### Numéros retirés
Un seul ancien joueur des Coyotes a vu son numéro retiré.
| No  | Joueur        | Position     | Carrière  | Date du retrait |
| --- | ------------- | ------------ | --------- | --------------- |
| 19  | Shane Doan    | Ailier droit | 1996-2017 | 24 février 2019 |
| 99* | Wayne Gretzky | Centre       | 1978-1999 | 6 février 2000  |

* Numéro retiré pour toutes les équipes par la LNH lors du 50e Match des étoiles.

#### Numéros honorés
| No | Joueur           | Position      | Carrière            | Date du retrait  |
| -- | ---------------- | ------------- | ------------------- | ---------------- |
| 7  | Keith Tkachuk    | Ailier gauche | 1992-2001           | 23 décembre 2011 |
| 9  | Bobby Hull       | Ailier gauche | 1972-1980           | 8 octobre 2005   |
| 10 | Dale Hawerchuk   | Centre        | 1981-1990           | 5 avril 2007     |
| 25 | Thomas Steen     | Centre        | 1981-1995           | 21 janvier 2006  |
| 27 | Teppo Numminen   | Défenseur     | 1981-1995           | 30 janvier 2010  |
| 49 | Leighton Accardo | Fan           | —                   | 17 avril 2021    |
| 97 | Jeremy Roenick   | Centre        | 1996-2001 2006-2007 | 9 février 2012   |
| 99 | Wayne Gretzky    | Centre        | —                   | 8 octobre 2005   |

### Entraîneurs-chefs
| No | Nom                 | Engagement        | Départ            | Saison régulière | Saison régulière | Saison régulière | Saison régulière | Saison régulière | Saison régulière | Saison régulière | Séries éliminatoires | Séries éliminatoires | Séries éliminatoires | Séries éliminatoires | Remarques                       |
| No | Nom                 | Engagement        | Départ            | PJ               | V                | D                | N                | DP               | P                | % V              | PJ                   | V                    | D                    | % V                  | Remarques                       |
| -- | ------------------- | ----------------- | ----------------- | ---------------- | ---------------- | ---------------- | ---------------- | ---------------- | ---------------- | ---------------- | -------------------- | -------------------- | -------------------- | -------------------- | ------------------------------- |
| 1  | Don Hay (en)        | 1er juillet 1996  | 6 mai 1997        | 82               | 38               | 37               | 7                | -                | 83               | 50,6             | 7                    | 3                    | 4                    | 42,9                 |                                 |
| 2  | James Schoenfeld    | 10 juin 1997      | 24 mai 1999       | 164              | 74               | 66               | 24               | -                | 172              | 52,4             | 13                   | 5                    | 8                    | 38,5                 |                                 |
| 3  | Robert Francis      | juin 1999         | 24 février 2004   | 390              | 165              | 144              | 60               | 21               | 411              | 52,7             | 10                   | 2                    | 8                    | 20,0                 | trophée Jack-Adams en 2001-2002 |
| 4  | Richard Bowness     | 24 février 2004   | 2004              | 20               | 2                | 12               | 3                | 3                | 10               | 25,0             | -                    | -                    | -                    | -                    |                                 |
| 5  | Wayne Gretzky       | 8 août 2005       | 24 septembre 2009 | 328              | 143              | 161              | -                | 24               | 310              | 47,3             | -                    | -                    | -                    | -                    |                                 |
| 6  | David Tippett       | 24 septembre 2009 | 22 juin 2017      | 622              | 282              | 257              | -                | 83               | 647              | 52,0             | 27                   | 12                   | 15                   | 44,4                 | trophée Jack-Adams en 2009-2010 |
| 7  | Richard Tocchet     | 11 juillet 2017   | 9 mai 2021        | 290              | 125              | 131              | -                | 34               | 284              | 49,0             | 9                    | 4                    | 5                    | 44,4                 |                                 |
| 8  | André Tourigny (en) | 1er juillet 2021  | 18 avril 2024     | 246              | 89               | 131              | -                | 26               | 204              | 41,5             | -                    | -                    | -                    | -                    |                                 |

### Directeurs généraux
| No | Nom                         | Engagement        | Départ            | Remarques                                |
| -- | --------------------------- | ----------------- | ----------------- | ---------------------------------------- |
| 1  | John Paddock                | 19 janvier 1994   | 11 décembre 1996  |                                          |
| 2  | Robert Smith                | 11 décembre 1996  | 17 février 2001   |                                          |
| 3  | George Fletcher (en)        | 17 février 2001   | 28 août 2001      |                                          |
| 4  | Michael Barnett (en)        | 28 août 2001      | 11 avril 2007     |                                          |
| 5  | Donald Maloney              | 29 mai 2007       | 11 avril 2016     | Directeur général de la saison 2009-2010 |
| 6  | John Chayka                 | 5 mai 2016        | 26 juillet 2020   |                                          |
| 7  | Steve Sullivan (ad interim) | 26 juillet 2020   | 17 septembre 2020 |                                          |
| 8  | William Armstrong (en)      | 17 septembre 2020 | 18 avril 2024     |                                          |